# ラツルス・チャクウェラ
ラツルス・マッカーシー・チャクウェラ（英語: Lazarus McCarthy Chakwera, 1955年4月5日 - ）は、マラウイの政治家、神学者。2020年6月より同国大統領を務める。

## 経歴
1955年4月5日に旧英領ニヤサランド(現在のマラウイ）の リロングウェに生まれた。
ペンタコステ派キリスト教神学校教員から政治家になる。2014年から国会議員を務め、マラウイ会議党の党首に選ばれる。

### 大統領へ
マラウイ大統領選挙(2019年）において現職のピーター・ムタリカ大統領に小差で敗れたものの、その選挙が裁判で無効となった。
2020年の再度の大統領選挙において現職を大差で破り、大統領に就任。